# ان-اکتیل بی‌سیکلوهپتن دی‌کربوکسیمید
ان-اکتیل بی‌سیکلوهپتن دی‌کربوکسیمید (به انگلیسی: N-Octyl bicycloheptene dicarboximide) با فرمول شیمیایی C۱۷H۲۵NO۲ یک ترکیب شیمیایی با شناسه پاب‌کم ۸۲۲۷ است. که جرم مولی آن ۲۷۵٫۳۸۶ g/mol می‌باشد. 